# Colonia el Saabi
Colonia el Saabi är en ort i Mexiko.   Den ligger i kommunen Tula de Allende och delstaten Hidalgo, i den sydöstra delen av landet, 70 km norr om huvudstaden Mexico City. Colonia el Saabi ligger 2 073 meter över havet och antalet invånare är 278.
Terrängen runt Colonia el Saabi är platt åt nordost, men åt sydväst är den kuperad. Runt Colonia el Saabi är det ganska tätbefolkat, med 160 invånare per kvadratkilometer. Närmaste större samhälle är Tepeji de Ocampo, 11,7 km söder om Colonia el Saabi. Trakten runt Colonia el Saabi består i huvudsak av gräsmarker.